# حادثة إطلاق النار في طرابلس 2019
خلال حادثة إطلاق النار في طرابلس 2019 في لبنان، قَتلّ مُسلح أربعة أفراد من رجال الأمن بينهم ضابطي شرطة وجنديين. وقع الهجوم في وقت متأخر من الليل، في حوالي الساعة 23:30، في 4 يونيو 2019. كان المهاجم عضواً حديث العهد بتنظيم الدولة الإسلامية (داعش)، لكن لم تعلن أي جماعة مسؤوليتها عن الهجوم حتى هذه اللحظة، وقد وقع الهجوم حين انتشرت قوات الأمن في شوارع المدينة لحفظ أمن المواطنين في نهاية شهر رمضان وإجازات عيد الفطر. حددت السلطات والجيش هوية المهاجم باسم عبد الرحمن مبسوط، الذي شارك في الحرب الأهلية ضد الحكومة السورية. كما سبق اعتقاله مرة واحدة عام 2016 ثم أطلق سراحه بعد عام في أواخر 2017.

## خلفية عامة
يُظهر تاريخ طرابلس العديد من الهجمات خلال ثماني سنوات من الحرب الأهلية في سوريا التي وقعت بين أعضاء الجماعات المتصارعة الذين كانوا يحاربون ضد الرئيس بشار الأسد وعاشوا في طرابلس. وكذلك، بين العديد من المتطرفين الذين قاتلوا الجيش اللبناني في الماضي وعاشوا فيها أيضاً.
قالت السلطات اللبنانية، إنه بعد اندلاع الحرب في سوريا وخاصة بين عامي 2013 و2016، كان هناك العديد من الهجمات الإرهابية، بما في ذلك الهجوم بالقنابل، الذي أُحبط داخل الأراضي اللبنانية، غير أن الأمن سار يتحسن هذه الأيام.
في تفجيرين انتحاريين، أعلن تنظيم داعش مسؤوليته عن الهجومين، اللذين أسفرا عن مقتل 89 شخصاً وإصابة أكثر من 200 في ضاحية برج البراجنة في بيروت في عام 2015. جاء استهداف داعش لهذا الحي لأنه كان منطقة شيعية تدعم حزب الله، الذي يحارب التنظيم داخل سوريا.
في ديسمبر 2018، قالت السلطات اللبنانية إن قوات الأمن أحبطت خطة تفجيرات لداعش خلال الانتخابات البرلمانية في البلاد.
ومن المعتاد أن يُعلن مقاتلو داعش والقاعدة مسؤوليتهم عن الهجمات الإرهابية السابقة في لبنان.

## الحادث
هاجم مسلح دوريات لقوى الأمن الداخلي اللبنانية وقتل ضابطي شرطة وجنديين في الساعة 23:30 (حسب المنطقة الزمنية) في 4 يونيو 2019 في طرابلس. طرابلس هي ثاني أكبر المدن اللبنانية، مدينة ساحلية، تقع في شمال لبنان، وقد وقع الحادث في نهاية شهر رمضان وبداية عيد الفطر، عندما كانت قوات الأمن تقوم بمهام حماية أمن المواطنين لقضاء عطلاتهم. فتح المسلح النار على سيارة دورية للشرطة والجيش مستخدماً دراجة نارية ليغير موقعه. بدأ الحادث بالقرب من فرع للبنك المركزي اللبناني، ثم بدأ مطلق النار في التجول وإطلاق النار على مركبة للشرطة والجيش. نتج عن ذلك، قتله لأربعة وإصابته لأربع سيارات مدنية على الأقل وسيارة شرطة واحدة بأضرار بالغة. الأربعة ضباط والجنود الذين قُتلوا في الهجوم الإرهابي هم، الملازم. حسن فرحات 29 عام، الجندي. إبراهيم صالح 21 عام، الرقيب. جوني خليل 26 عام والعريف. يوسف فرج 36 عام.
فتحت الشرطة النار على مطلق النار المجهول واستخدمت الغاز المسيل للدموع ضده، ثم تحرك مطلق النار إلى مبنى سكني. وأخذ يطلق النار على سلالم المبنى ودخل أخيراً إلى شقة فارغة في الطابق الرابع. دام القتال بين قوات الأمن ومطلق النار حوالي ساعة، حتى حوصر ونفذت ذخيرته، ففجر نفسه داخل الشقة. ونتج عن ذلك تدمير جزئي للمبنى المكون من تسعة طوابق، خاصةً الطابق الرابع والذي كان يختبئ بداخله مطلق النار.
وقد قال مالك الشقة، كمال فيري، لوكالة أسوشيتيد برس إنه لم يكن هناك أحد داخل الشقة عندما دخل المسلح المبنى. وأضاف أن المسلح دخل شقته بعد إطلاقه النار على الناس في الشارع. وأضاف: «الحمد لله لم يكن هناك أحد داخل الشقة، باب شقتي باباً خشبياً وليس باباً حديدياً، لذلك أعتقد أن المسلح كسر الباب ودخل الشقة».
وقالت وزيرة الداخلية اللبناني ريا الحسن للصحافيين: "تم التعرف على المهاجم واسمه عبد الرحمن مبسوط. كان عضواً سابقاً في تنظيم الدولة الإسلامية والجماعات المتطرفة التي حاربت بشار الأسد. وقد اعتقل عندما دخل إلى لبنان في عام 2016. لكن أطلق سراحه من سجن رومية في أواخر 2017، وهو الآن "ذئب منفرد".
يوجد في سجن رومية أكثر من 1200 سجين، بينهم حوالي 700 لبناني، بتهم تتعلق بالإرهاب أو الشروع في القتل. وقد حاولت عائلات السجناء إجبار السلطات اللبنانية على تحسين الظروف الإنسانية داخل السجن والتعجيل بمحاكمة السجناء.

## ردود الفعل
دعا رئيس وزراء لبنان، سعد الحريري، عقب حادث طرابلس، بعض القيادات، مثل المدير العام لقوى الأمن الداخلي اللواء عماد عثمان وقائد الجيش الجنرال جوزيف عون. إلى «ضرورة اتخاذ القرارات المتعلقة بحماية طرابلس وأمن المواطنين ومواصلة مكافحة الإرهاب».
وقال وزير الدفاع اللبناني إلياس بو صعب، في اليوم التالي للهجوم، "تفاصيل الحادث لا تزال غير واضحة. وربما كان جزءاً من مخطط إرهابي أكبر. كان من المؤكد أن مبسوط انضم إلى جماعة داعش في سوريا وبعد عودته إلى لبنان، سُجن لمدة عام وأُطلق سراحه في 2017. إلا أنه لم تعلن أي جماعة مسؤوليتها عن الهجوم بعد.
وقال الرئيس ميشال عون عقب هجوم طرابلس، «إن أي عمل ضد الأمن العام سيواجه برد قاس. لا يمكن لحادث طرابلس أن يؤثر على أمن الوطن.»
في حين قال محمد كبارة، النائب البرلماني عن دائرة طرابلس، «إن حادث إطلاق النار في طرابلس سيواجه تبعات خطيرة، لأن الإرهابي كان مدفوع من مجهول لإرسال رسالة خبيثة.»
بينما قال النائب اللبناني السابق مصطفى علوش: «أعتقد أن هذا الحادث لم يحدث عن طريق الصدفة. لماذا خرج هذا الشخص من السجن بينما لديه نوعاً من الماضي المظلم حيث كان عضوا في داعش في سوريا. من المرجح أن يكون شخص ما أو جماعات قد أغرت مبسوط لينفذ هجوم طرابلس.»
وقال النائب حكمت ديب، من كتلة التيار الوطني الحر، «يجب أن يكون قانون مكافحة الإرهاب قوياً وألا يظهر رجال الأمن أي تسامح تجاه المهاجمين».
وأعربت السفارة الأمريكية في لبنان عن «دعمها للجماعات الشرعية التي تحارب الإرهاب في المنطقة».
قالت وزيرة الداخلية اللبنانية، ريا حفار الحسن: «بدأ عيد الفطر في طرابلس بحادث مؤلم، لكنه انتهى. فقدنا بعض قوات الأمن للحفاظ على سلامة طرابلس. ليرحمهم الله».
وقد عرضت ريا الحسن مستجدات الحادث في مؤتمر صحفي بعد ساعات من الهجوم الإرهابي ووصفته بأنه «هجوم ذئب منفرد» و«شكل جديد من أشكال الإرهاب». وأضافت: «لا توجد دولة في العالم لا تستطيع إيقاف هجوم مثل هجوم طرابلس، حتى أكثرها تقدماً عنا».
وأدانت وزارة الخارجية البحرينية الهجوم الإرهابي الذي وقع في طرابلس وأسفر عن مقتل وإصابة عدد من الضباط. وكذلك أدانت الوزارة جميع أشكال العنف والتطرف والإرهاب وطالبت بإنهاء تمويل الجماعات الإرهابية.
ولقد أدان  حزب الله الهجوم الإرهابي الذي قام به عضو سابق في داعش في طرابلس، عشية عيد الفطر وأعرب قائلاً: «إن الجماعات الإرهابية وأعضاؤها لم تحترم أبداً الدين أو أخلاق الأمم.»
أدانت  جامعة الدول العربية الهجوم على مدينة طرابلس شمال لبنان. وتمنى محمود عفيفي، المتحدث باسم رئيس الجامعة، الشفاء للجرحى بالحادث والسلام لعائلات الضحايا. وأضاف أن المنظمة العربية ستتعاون مع لبنان لوقف الإرهاب.